# Archidium indicum
Archidium indicum är en bladmossart som beskrevs av C. Müller 1888. Archidium indicum ingår i släktet Archidium och familjen Archidiaceae. Inga underarter finns listade i Catalogue of Life.